# جيل إليسون
جيل إليسون (بالإنجليزية: Jill Ellison)‏ هي ممرضة بريطانية، ولدت في 31 يناير 1955.